# Old Ideas
Old Ideas es el decimosegundo álbum de estudio del músico canadiense Leonard Cohen, publicado por Columbia Records el 31 de enero de 2012.
El álbum supone el mayor éxito de Cohen a nivel comercial tras alcanzar el puesto tres en la lista estadounidense Billboard 200, 44 años después de la publicación de su primer trabajo, Songs of Leonard Cohen. El álbum alcanzó la primera posición en las listas de discos más vendidos de once países, incluyendo Finlandia, donde Cohen se convirtió, con 77 años de edad, en el músico más longevo en alcanzar el primer puesto de las listas.
Previo a su publicación, Old Ideas fue estrenado en formato streaming en NPR el 22 de enero y en el diario The Guardian el 23 de enero. En la edición española, las letras de las canciones fueron adaptadas libremente por Joaquín Sabina en un libreto que acompañó al disco en su publicación.

## Recepción
Old Ideas recibió críticas uniformemente favorables desde su publicación por medios de comunicación como Rolling Stone, Chicago Tribune, y The Guardian.
En una fiesta celebrada con motivo de la publicación de Old Ideas, Cohen habló con el reportero Jon Pareles de The New York Times, a quien comentó que "la mortalidad estaba mucho en mi mente y en las canciones de este disco". Pareles siguió caracterizando el álbum como "un disco otoñal, reflexionando sobre los recuerdos y los cómputos finales, pero también con un brillo en los ojos. Cohen se enfrenta una vez más con temas que trató a lo largo de su carrera: amor, deseo, fe, redención y traición. Parte de la dicción es bíblica, alguna secamente sardónica".
El álbum fue nominado a un Polaris Music Prize el 14 de junio de 2012.

## Lista de canciones
| N.º | Título              | Escritor(es)                   | Duración |  |
| 1.  | «Going Home»        | Leonard Cohen, Patrick Leonard | 3:51     |  |
| 2.  | «Amen»              | Cohen                          | 7:36     |  |
| 3.  | «Show Me the Place» | Cohen, Leonard                 | 4:09     |  |
| 4.  | «Darkness»          | Cohen                          | 4:30     |  |
| 5.  | «Anyhow»            | Cohen, Leonard                 | 3:09     |  |
| 6.  | «Crazy to Love You» | Cohen, Anjani Thomas           | 3:06     |  |
| 7.  | «Come Healing»      | Cohen, Leonard                 | 2:53     |  |
| 8.  | «Banjo»             | Cohen                          | 3:23     |  |
| 9.  | «Lullaby»           | Cohen                          | 4:46     |  |
| 10. | «Different Sides»   | Cohen                          | 4:06     |  |

## Personal
- Leonard Cohen: voz y guitarra
- Roscoe Beck: bajo
- Jordan Charnofsky: guitarra
- Dana Glover: batería
- Robert Koda: violín
- Neil Larsen: órgano Hammond, teclados, piano y percusión
- Bob Metzger: guitarra
- Sharon Robinson: coros
- Ed Sanders: guitarra y coros
- Bela Santelli: violín
- Chris Wabich: batería
- Webb Sisters: coros

## Posición en listas
| País              | Lista                      | Posición |
| ----------------- | -------------------------- | -------- |
| Alemania          | Media Control Top-50 Chart | 4        |
| Australia         | ARIA Albums Chart          | 2        |
| Austria           | Ö3 Austria Top 40          | 2        |
| Bélgica (Valonia) | Ultratop 200 Albums        | 1        |
| Bélgica (Flandes) | Ultratop 200 Albums        | 1        |
| Canadá            | Canadian Albums Chart      | 1        |
| Dinamarca         | Danish Albums Chart        | 2        |
| España            | Spanish Albums Chart       | 1        |
| Estados Unidos    | Billboard 200              | 3        |
| Estados Unidos    | Top Rock Albums            | 2        |
| Estados Unidos    | Top Digital Albums         | 1        |
| Finlandia         | Albums Top 50              | 1        |
| Francia           | SNEP Albums Chart          | 4        |
| Hungría           | Hungrian Albums Chart      | 1        |
| Italia            | Top 100 Artisti            | 14       |
| Noruega           | VG-lista Top 40 Albums     | 1        |
| Nueva Zelanda     | New Zealand Albums Chart   | 1        |
| Países Bajos      | Mega Albums Top 100        | 1        |
| Portugal          | Top 100 Albums             | 2        |
| Reino Unido       | UK Albums Chart            | 3        |
| República Checa   | Top 50 Albums Chart        | 1        |
| Suecia            | Albums Top 60              | 2        |
| Suiza             | Hit Parade Top 100         | 2        |